# 达列力汗·苏古尔巴也夫

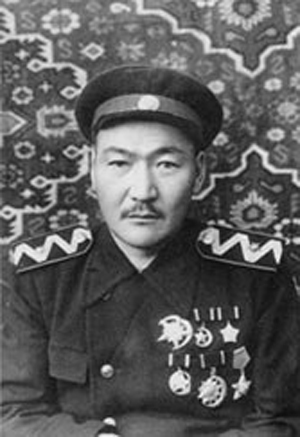
达列力汗·苏古尔巴也夫

达列力汗·苏古尔巴也夫（維吾爾語：دەلىلقان سۇگۇربايۇف‎，或；1906年—1949年8月27日），哈萨克族，科布多乌列盖地区人，哈萨克阿巴克克烈部落的切如齐部落台吉，東突厥斯坦共和國独立（在中华人民共和国和台湾分别称为“三区革命”或“伊宁事变”）领导人，东突厥斯坦国民军副总指挥。

## 生平

### 早年生涯
1906年，达列力汗生于清朝科布多乌列盖（今蒙古国巴彦乌列盖省乌列盖）地区。属于起初在阿尔泰牧居的哈萨克阿巴克克烈部落的切如齐部落。达列力汗的祖父吉里可什兄弟共15人，吉里可什担任切如齐部落的台吉，在牧民心中威望高。后来，吉里可什因为在本部落争夺“比”（貝伊）的席位中失败，遂负气出走，越过克烈兀鲁斯扎萨克亲王直接归顺清朝科布多，导致阿巴克克烈部落内部出现裂痕。当时，吉里可什率一些牧民迁到清朝科布多下辖的乌列盖地区游牧，往返于阿尔泰山南北的草原。祖父吉里可什死后，达列力汗的父亲苏古尔巴也夫获封为切如齐部落的台吉。1918年，父亲苏古尔巴也夫病逝，达列力汗的兄长都尔布提汗继位为切如齐部落的台吉。
1921年，俄国白军头目安德烈·斯捷潘诺维奇·巴奇赤在塔城被中国新疆省军和苏俄红军合击后，率万名白匪逃到阿山额尔齐斯河南岸，苏俄红军随即派员联系都尔布提汗，希望他对巴奇赤白匪的动向加以注意，都尔布提汗同意。巴奇赤得知都尔布提汗拒不向他交纳给养与牧畜，还和红军秘密联系之后，亲自率白匪去抓人。正巧达列力汗的婚礼刚办完，达列力汗遂被白匪包围在“阿吾勒”中，和哥哥都尔布提汗同时被捕，“阿吾勒”的财物遭到白匪洗劫。一个月后，都尔布提汗遭白匪杀害，达列力汗逃回“阿吾勒”。随后，达列力汗很快派人到苏俄红军的边防站报告白匪情况，并充当向导。红军围剿后，大部分白匪投降，被押回苏俄。达列力汗因此受到红军称赞。他继死去的兄长都尔布提汗之后担任切如齐部落的台吉。
乌列盖地区本来是中国清朝的领土。外蒙古独立后，这里成了蒙古人民共和国的辖区。1930年春，达列力汗先期将母亲及弟弟巴达力汗等三人秘密送返中国新疆阿山。不久，他从乌列盖回到家乡。在他影响下，1000余名牧民也先后回到家乡。

### 盛世才时期
1933年盛世才上台统治新疆，起初奉行“反帝、亲苏、民平、清廉、和平、建设”这六大政策。达列力汗被选为阿山 “哈族文化促进会”副会长。1937年，阿山成立了“反帝会第五分会”，达列力汗成了该会骨干。1939年9月，达列力汗应邀参加在新疆省首府迪化（今乌鲁木齐市）举行的蒙古族、哈萨克族、柯尔克孜族代表大会。盛世才为巩固统治，给不少军政界的异己人士罗织罪名，加以清除。特务侦悉了达列力汗反对盛世才的活动，因此盛世才邀请达列力汗与阿山行政长布哈提等十多名官员及暴动谈判代表赴迪化“开会”。达列力汗洞悉盛世才这一骗局，乃离开新疆赴苏联。1941年，他到达苏联。

### 三区革命
到苏联后，达列力汗到阿拉木图某学校学习革命理论，接受军事训练，参观集体农庄和工矿企业。1943年10月，达列力汗主动提出回到新疆阿山开展民族解放运动，希望苏联从政治及军事上加以支持。苏联鉴于盛世才已经背弃“六大政策”，转而反苏反共，驱逐红八团，逮捕苏联方面人员及中国共产党党员，遂支持达列力汗。不久，苏联派出以波波夫少将为首的12人顾问团，随达列力汗经蒙古人民共和国回到青河县布尔根河流域，这里是阿山牧民暴动武装的基地。达列力汗等人加入了乌斯满·巴图尔（哈萨克族人，属于阿巴克克烈部落中的莫勒合部落）领导的游击武装。据乌斯满的朋友回忆，1943年底，乌斯满同蒙古人民共和国合作，成为阿勒泰最大的游击武装时，达列力汗的母亲找到乌斯满的母亲（是切如齐部落的女儿），请求乌斯满收留达列力汗。从部落血缘传统看，达列力汗和乌斯满是一个母系的表兄弟，所以乌斯满接受了达列力汗，让他负责指挥军事。乌斯满与达列力汗的合作促成了克烈部落的大团结，由此形成了乌斯满领导的“上阿勒泰”和达列力汗领导的“下阿勒泰”合作，在阿山形成了统一而强大的力量，一致对抗新疆省军和国军。
在苏联顾问团协助下，达列力汗成立了由25人组成的领导机关。他们将斗争目标确定为盛世才与中国国民党，决定用革命思想教育牧民，并且将各路游击队合编成正规武装，吸收贫苦牧民入伍。青河县的大批牧民参军，游击队不断壮大。此时，中国国民党在阿山成立党部，国军进驻阿山同盛世才的部队合编。1944年2月，达列力汗率游击队进攻青河县的亚哈提国军据点，歼敌300余人，攻占青河镇。1944年4月，达列力汗组建1000多人的较正规游击队。1944年5月，他发挥自己在吉木乃县、哈巴河县、福海县、布尔津县、承化县的影响，致信亲属、名人、部落首领，希望大家脱离中国国民党方面，来到青河县。同年6月，达列力汗为使计划成功，派多支游击队到吉木乃县等县，散发达列力汗的《告同胞书》。同年6月到8月，游击队开展四次消灭小股敌人的战斗。同年10月，“人民反盛组织”与“阿尔泰哈萨克民族复兴委员会”在青河布尔根开会，成立12人组成的“阿山革命临时政府”。游击队发展至2288人。达列力汗当选阿山革命临时政府副主席兼游击总指挥。同年11月，游击队在达列力汗指挥下，进攻驻扎在青河县床木希的500多名国军，歼敌300多人。
1945年起，在乌斯满、达列力汗等人领导下，游击队开始全面进攻驻扎在阿山地区的国军。1945年2月，游击队占领吉木乃县。1945年3月，达列力汗亲率游击队包围了收缩在二台的2000余名国军。国军乘车逃跑，冬季大雪漫地，汽车陷进雪坑无法行驶，达列力汗趁机亲率骑兵自两侧出击，歼敌千余人，缴获大批武器及两部电台。
1945年8月初，在乌斯满、达列力汗指挥下，500多名游击队分三路包围承化县，同时命令吉木乃游击队进攻哈巴河以牵制国军。还调少量部队在承化县红墩区（该县唯一的产粮区）抢割小麦，以使国军粮尽。8月13日，达列力汗率军攻占承化阿苇滩机场。8月14日，承化县守将高伯玉、宛凌云急电坐镇迪化的吴忠信、朱绍良称：“承危。粮、弹绝。速援。飞机！飞机！飞机！”8月初这次游击队进攻承化县期间，8月7日有蒙古人民共和国军队大约50多人前来汇合，但游击队依然没能攻克承化县。
1945年8月21日，在吉木乃县游击队配合下，伊犁民族军列斯肯团攻克塔城地区的要地和丰，随后进军阿山。达列力汗听说和丰被攻克后，当即派员前往和丰取得联系。列斯肯团分两路：一路让游击队引路经吉木乃县赴哈巴河县；一路由游击队配合在9月1日夜渡额尔齐斯河，包围布尔津县城，经一昼夜战斗，全歼布尔津县城国军。9月5日下午，列斯肯率先头部队到达承化县阿苇滩，和达列力汗会师。达列力汗、列斯肯一同向承化县的国军守军发出最后通牒，命令其投降。9月5日夜，国军弃城逃向蒙古人民共和国边境，在奥尔尕提达坂遭到蒙方阻拦，达列力汗率骑兵突击队追击，在中蒙边境截断国军退路。中国国民党方面的阿山专员高伯玉、少将警备司令宛凌云及手下3000多名官兵被迫投降。国军至此被逐出阿山全区。9月20日，在阿山的游击队被改编为民族军阿山哈萨克族骑兵团，达列力汗担任团长。
1945年10月17日，伊宁“三区”方面派出人员与新疆的中国国民党当局举行和谈。1946年1月2日和6月6日，双方分别签署了《和平条款》和有关政府及军队的两个附件。1946年7月1日，新疆省联合政府成立，“三区”领导人阿合买提江·哈斯木任副主席，阿不都克里木·阿巴索夫任副秘书长，达列力汗任省府委员兼卫生处处长。但由于阿山局面复杂，经伊宁“三区”方面批准，达列力汗没有到迪化就任，仍然留在承化县。
三区革命初期，领导权为宗教上层人士把持，在民族问题上出现过极端偏见。达列力汗执政后，重视搞好民族团结。1945年11月17日，达列力汗签署发布了“关于保护汉族百姓利益的六条决议”：

一、 无论机关、部队或个人必须禁止让汉族百姓为自己劳动。
二、若发现随意让汉族百姓服劳役，则以侵犯人权追究其责任。
三、 各县政府要统计好本县汉族人口数，受理好他们的上诉。
四、 政府机关在特需的情况下，各县政府领导有权在适当时间内让汉族百姓服劳役，但必须按照政府规定的价格，由单位负责付给其劳动报酬。
五、 严禁在任何情况下，各机关任意没收汉族人的财产，若汉族人仍占有应缴政府的财产，须经法院裁决后方能没收。
六、 对此决议的执行，责成行政公署公安局和法院进行监督。

1945年冬，承化镇冰天雪地。北线司令部警卫排长命令两个战士扫厕所，两个战士既怕冷又怕脏，就命令两个汉族群众代劳。达列力汗自外面返回，见此大怒，命两个战士自己扫厕所，并且发给两个汉族群众一天的报酬，另将这两个士兵禁闭一星期。事后，达列力汗在公署会议上多次提出，要尊重汉族百姓，不能歧视虐待他们，不得损害他们的利益。

### 和乌斯满的斗争
乌斯满坚定维护哈萨克族的传统宗教，政治上希望实行伊斯兰教法，现实中要求维护部落的土地权利及部下的利益，反对苏联开采富蕴县矿产。达列力汗则代表亲苏联势力抵制实行伊斯兰教法，默许苏联开采富蕴县矿产。在夺取阿山后，新成立的行政公署除了乌斯满担任专员、曾追随乌斯满的一位切如齐部落的巴特尔担任公安局长之外，乌斯满的其余部下无一出任公职，乌斯满对此很不满。当乌斯满发现达列力汗带有强烈的苏联背景，“三区革命”产生的东突厥斯坦共和国临时政府将推行苏联的政策及意识形态，乌斯满便决心和达列力汗分裂。
在脱离阿山专区，回到家乡富蕴县库拉特草原后，乌斯满依照部落传统召开头人大会，通报情况。据说，乌斯满在大会上说“我迷失了”，声称要找回方向，请各部头人决定如何行动。由于乌斯满与达列力汗的分裂，阿勒泰地区的克烈部落也分裂，形成追随乌斯满的“上阿勒泰” （亲中派，即亲南京国民政府）和追随达列力汗的“下阿勒泰”（亲苏派）。1946年初冬至1947年春，双方发生战争。 
1946年6月，第二次国共内战全面爆发。1946年8月至9月间，乌斯满·巴图尔多次派人赴迪化联络中国国民党方面，要求给予援助并派军队到阿山。中国国民党当局随即给乌斯满调拨大量武器弹药，并派出军统特务携电台跟随乌斯满行动，以便乌斯满和迪化联络。
1946年11月，乌斯满袭击福海县。1947年1月至3月，乌斯满率600人的武装先后五次偷袭承化县等地，胁迫大批牧民迁移。乌斯满的行动对《和平条款》构成严重破坏，“三区”方面在1947年2月发布命令，撤销乌斯满一切职务。任命达列力汗担任阿山行政公署专员。
1947年8月，在中国国民党方面的支持下，乌斯满兵分三路进攻阿山。达列力汗指挥部队反击，但因乌斯满兵力强，所以青河县、富蕴县等地被乌斯满占领。达列力汗命大部队撤离阿山，留少数人安抚民众。民族军总指挥部很快调来两个骑兵团、一个摩托化加强营，同阿山的部队合并，由民族军副总指挥达列力汗与列斯肯指挥，兵分三路进攻阿山，从塔城的和布克赛尔进攻乌斯满。乌斯满大部主力遭歼灭，残部逃走，大量武器装备被丢弃。1947年10月17日，民族军进驻承化县。10月22日，阿山各县全部收复，达列力汗此前发出的一个月打回阿山的誓言终于实现。乌斯满自此一蹶不振，中国国民党想借助乌斯满进攻“三区”方面的计划失败。为表彰达列力汗恢复阿山的战功，“三区”方面授予其“人民英雄”勋章。

### 新疆易帜
1948年9月13日，“新疆保卫和平民主同盟阿山分会”在承化县成立，达列力汗当选主席。
1948年11月12日，正值三区革命四周年，达列力汗向各界人士发表演讲，分析国际及国内形势，表示：“现在中国人民解放军代表全国各民族利益，进行伟大的解放战争，成为不可战胜的力量。目前，全国40%的土地，37%的人民得到解放。我们新疆人民的民族解放斗争，经过几年的浴血奋战，付出重大代价，取得了重大胜利。我们民族军和广大人民在不久的将来与全国解放战争实行光荣结合，这是阿山人民、三区人民、全疆各族人民的自豪。”
1949年8月，达列力汗收到急电，催他回承化县。他得知中共中央邀请他到北平参加中国人民政治协商会议第一届全体会议，十分高兴，将这喜讯悄悄告诉家人。同年8月19日，达列力汗乘车赴布尔津县，换乘飞机到伊宁。但在和丰县上空飞机出故障，返回布尔津县，他遂改乘车经两昼夜抵达伊宁。次日，他与阿合买提江·哈斯木、阿不都克里木·阿巴索夫、伊斯哈克拜克·木农阿吉、罗志等四位代表会见中共中央联络员邓力群。8月27日，达列力汗等上述五位参加中国人民政治协商会议第一届全体会议的新疆代表在乘飞机赴北平途经苏联时发生扎巴依喀勒山空难，达列力汗等机上全体人员遇难。
1950年，达列力汗的遗体运回承化县，当地中国共产党组织、人民政府、中国人民解放军及各界群众，为他举办了安葬仪式。1959年，人民政府兴建了阿勒泰烈士陵园，达列力汗陵墓位于正中。

## 家庭
- 子：陈格斯·达列力汗 (Шыңғысхан Сүгірбаев) 
  - 孙：布拉提。陈格斯·达列力汗之子。(Болат Шыңғысханұлы Дәлелхан)
  - 孙：卖热依。陈格斯·达列力汗之子。(Мерей Шыңғысханұлы Дәлелхан)
  - 儿媳：（名字不详）。“三区革命”民族军上校、后来担任中华人民共和国伊犁哈萨克自治州副州长的玉素甫汗·昆拜（Nusipkhan Konbay）之女。
  - 孙：塔斯肯 (Тасқын)。上述两人的儿子是塔斯肯，他在2008年参加了中国中央电视台《星光大道》节目，并由此结识了后来的妻子。2013年，塔斯肯登上《中国好声音》第二季的舞台。[5]
- 子：祖热西·达列力汗
  - 孙：达尼亚尔。祖热西·达列力汗之子。(Даниял ?ұлы)